# Понсет, Михаил Иванович
Михаил Иванович Понсет (фр. François-Michel de Poncet; 1780—1829) — русский генерал французского происхождения, участник Наполеоновских войн.

## Происхождение и образование
Родился в 1780 году в имении своего отца, близ Варшавы. Предки Понсета долгое время жили в Бургундии, но в начале XVIII столетия, во время гонений во Франции против протестантов, оставили отечество и удалились в Швейцарию, откуда потом переселились в Северную Германию, а затем — в Польшу.
Образование Понсет получил в Дрездене и во Фрайбургском университете, по окончании курса в котором готовился к поступлению на службу по горному ведомству, но, чувствуя влечение к военной деятельности, поступил в саксонскую конницу и, пробыв в ней несколько лет, вышел в отставку и отправился в Соединенные Штаты, где два года занимался картографическими съёмками.
M. И. Понсет принадлежал к числу образованнейших генералов своего времени. Он обладал обширными сведениями по математике, основательно знал языки французский и немецкий и довольно хорошо русский и английский, которому выучился во время путешествия своего в Соединенные Штаты.
Дочь его Наталья вышла замуж за военного историка Дмитрия Милютина, впоследствии военного министра и генерал-фельдмаршала.

## Войны с Наполеоном
Понсет поступил на русскую службу 18 октября 1806 года подпоручиком в 3-й егерский полк генерал-майора Барклая-де-Толли. Полк этот находился в корпусе генерала от кавалерии Беннигсена и, перешедши границу у Гродно, к 1 ноября расположился вместе с прочими войсками корпуса около Остроленки. 11 декабря 1806 года Понсет, находясь в авангарде Барклая-де-Толли, был в жарком деле с авангардными же войсками маршалов Сульта и Ожеро, когда они, переправившись через Вкру, сильно теснили 3-й егерский полк до Новомяста. В сражении под Пултуском 3-й егерский полк был атакован войсками маршала Ланна. Понсет участвовал во всех делах отряда, в котором находился его полк, и был ранен пулей в левую руку. Донося императору Александру I об отражении французов и именуя отличившихся офицеров, Беннигсен писал: «3-го егерского полка подпоручики Понсет и Вашклевич, быв в сильном огне, отличились отменной храбростью, а особливо Понсет, который, будучи ранен, не оставлял места сражения». Понсет был награждён орденом св. Анны 3-й степени на шпагу. Когда 21 января 1807 года под Алленштейном у Барклая завязалось жаркое арьергардное дело, продолжавшееся целый день, Понсет участвовал в нём и потом находился опять в сражениях с французским авангардом 22 и 23 января у Янкова и 25 января у Ландсберга, где 3-й егерский полк особенно отличился. Награждённый за участие в этих делах орденом св. Владимира 4-й степени с бантом и золотой шпагой с надписью «За храбрость», Понсет находился во всех последовавших потом главных сражениях 1807 года: под Прейсиш-Эйлау, Гуттштадтом, Гейльсбергом и Фридландом, почти всегда будучи в цепи стрелков.
26 декабря 1808 года по представлении шефа лейб-гвардии Егерского полка князя Багратиона, свидетеля подвигов егерей под Янковым и Ландсбергом, Понсет был переведён с чином штабс-капитана в этот полк. В марте 1810 г. он получил чин капитана и, рекомендованный князем Багратионом генерал-адъютанту Уварову, отправился с ним в Молдавскую армию. Уваров начальствовал одним из корпусов Молдавской армии, а Понсет был при нём за адъютанта и офицера квартирмейстерской части и участвовал в военных действиях против турок, происходивших в том году под Силистрией и Шумлой, когда он особенно отличился при сильной вылазке турок, за что 8 февраля 1811 года получил орден св. Георгия 4-го класса (№ 2286 по списку Григоровича — Степанова, № 993 по списку Судравского)
В воздаяние отличнаго мужества и храбрости, оказанных против турок в действии под крепостию Шумлою, где в ночь на 26 число минувшего июня был употребляем для помещения карей на назначенные места и, наконец для расставления цепи, что исполнил со всею исправностию под жестокою канонадою и находился всегда в самых опасных местах, 26 числа в сражении при вылазке турок из крепости был на том самом пункте, где более атака неприятельская производилась.
Затем он находился в сражении под Рущуком, где во время приступа 22 июля был ранен пулей в правую руку. За Рущукское сражение Понсет был награждён орденом св. Анны 2-й степени. Вследствие раны Понсет не мог участвовать в военных действиях несколько месяцев. 22 июля 1811 года Понсет был в сражении с войсками верховного визиря под Рущуком. 26 августа, командированный за офицера квартирмейстерской части в корпус генерал-лейтенанта Засса, Понсет находился при взятии штурмом турецких редутов на острове, лежащем на Дунае против Лам-Паланки, а оттуда возвратился в главную армию под Журжу и участвовал в разных делах с переправившимися на левый берег Дуная войсками верховного визиря, до октября месяца, когда турки принуждены были положить оружие. За отличия на берегах Дуная Понсет получил 18 декабря 1811 года чин полковника, а за девять дней перед этим переведен в свиту Его Величества по квартирмейстерской части, с оставлением в Молдавской армии.
В мае 1812 года, когда главнокомандующим Дунайской армией был назначен адмирал Чичагов, Понсет состоял при главной его квартире. В сентябре, октябре и ноябре 1812 года Понсет, соединившись в июле с генералом Тормасовым, участвовал во всех главных движениях Чичагова против австрийских, саксонских и французских войск, предводимых фельдмаршалом князем Шварценбергом, а в декабре, по отступлении Шварценберга в Варшавское герцогство, был назначен в передовой отряд армии Чичагова, порученный графу Воронцову и посланный преследовать неприятельские войска, уходившие из Варшавского герцогства через Познань в Пруссию.
Перейдя 3 января 1813 года через Вислу, Понсет в течение этого месяца был при занятии Бромберга, в сражении с поляками под Рогозным, а в марте и апреле при блокаде Кюстрина и Магдебурга. За участие в сем походе Понсет был награждён орденом св. Владимира 3-й степени. Когда военные действия возобновились, Понсет, будучи причисленым к корпусу Винцингероде, участвовал в преследовании неприятелей, разбитых 11 августа при Гросберене под начальством маршала Удино и отступавших через Ютербок на Виттенберг. Во время этого преследования Понсет находился при графе Орурке, был сильно ранен пулей в ногу и почти два месяца находился в бездействии.
15 сентября 1813 года он был произведён за отличие в генерал-майоры, а когда в начале января 1814 года графу Воронцову было приказано спешить за Рейн во Францию, Понсет, вылечившийся от ран, принял начальство над состоявшими в отряде графа Воронцова тремя сводными гренадерскими батальонами и 27 числа перешёл с ними через Рейн у Кёльна. 11 февраля он прибыл в Реймс, где вместе с прочими войсками отряда графа Воронцова присоединился к корпусу Винцингероде. Вступив там в командование бригадой из двух батальонов Тульского и двух Навагинского пехотных полков, он находился с ними при занятии Суассона 19 февраля и в сражении под Краоном 22 и 23 февраля, где особенно отличился: стоя на костылях (так как до конца не оправился от раны, полученной в сражении при Гросберене), командовал своей бригадой и отбил все атаки французских войск. За Краонскую битву Понсет был награждён золотой, алмазами украшенной, шпагой с надписью «За храбрость». Потом он участвовал ещё в двух сражениях против французов: 25 и 26 февраля под Лаоном и 18 августа под Парижем.

### Во Франции
Назначенный генерал-майором свиты Его Величества по квартирмейстерской части, Понсет не занимал определённой должности до марта 1815 года, когда 22 числа был назначен начальником штаба 2-го пехотного корпуса принца Евгения Виртембергского, а 18 мая был переведён тем же званием в 3-й пехотный корпус Дохтурова, с которым был во Франции, а после смотров под Вертю, 12 сентября того же года поступил начальником штаба в отдельный оккупационный русский корпус графа Воронцова, получивший назначение оставаться во Франции. Приобретя расположение и доверенность графа ещё со времени прежней своей службы под его начальством, Понсет был ближайшим его сотрудником во все время пребывания русского корпуса во французских пределах и вместе с ним возвратился в 1818 году в Россию. Тогда же Людовик XVIII пожаловал его орденом Почётного легиона.
Расстроенное здоровье заставило Понсета по приезде из Франции проситься в бессрочный отпуск. Получив его, он поселился в купленном им имении в Бессарабии и жил там в мирном уединении в кругу своего семейства до того времени, когда новая война с Турцией снова вызвала его к делу.

### В Дунайской армии
Прибыв в Дунайскую армию в августе 1828 года, Понсет был участником действий её под Шумлой; 6 декабря произведён за отличие по службе в генерал-лейтенанты, 21 января 1829 года назначен начальником штаба войск, расположенных на левой стороне Дуная под начальством графа Ланжерона, а весной вступил в командование войсками, занимавшими Сизополь, на берегу Чёрного моря.
По донесению главнокомандовавшего армией против турок, графа Дибича, от 15 августа 1829 года, Понсет за «полезную службу» был награждён орденом св. Анны 1-й степени. Но эта награда уже не застала Понсета в живых: прибыв по требованию графа Дибича в Адрианополь, где была тогда главная квартира русской армии, он там умер 21 сентября 1829 года «от гнилой горячки» и похоронен на адрианопольском кладбище.